# Pauxi
Pauxi és un gènere d'ocells de la família dels cràcids (Cracidae). Aquests curaçaos són notables per llurs cascs ornamentals al cap. Viuen en àrees de selva humida d'Amèrica del Sud.

## Taxonomia
Segons la classificació del Congrés Ornitològic Internacional (versió 3.5. 2013) hi ha tres espècies dins aquest gènere:
- Hoco de Koepcke (Pauxi koepckeae).
- Hoco d'elm (Pauxi pauxi).
- Hoco unicorne (Pauxi unicornis).